# Kenneth Lonergan
Pour les articles homonymes, voir Lonergan.
Kenneth Lonergan est un réalisateur, scénariste, acteur et dramaturge américain né le 16 octobre 1962 à New York (États-Unis).
D'abord reconnu à Broadway pour ses pièces de théâtre, Kenneth Lonergan commence sa carrière au cinéma comme scénariste de plusieurs films à succès, dont Mafia Blues (1999) ou Gangs of New York (2002) de Martin Scorsese. Parallèlement à ses différentes activités d'auteur, il réalise trois films remarqués : Tu peux compter sur moi (2000), Margaret (2011) et Manchester by the Sea (2016), pour lequel il reçoit notamment l'Oscar du meilleur scénario original.

## Biographie
Révélé au cinéma en 2000 par la comédie Mafia Blues, qu'interprètent Robert De Niro et Billy Crystal et dont il a écrit le scénario, son premier long métrage est Tu peux compter sur moi, film qui reçut plusieurs prix. 
Son second film Margaret tourné en octobre 2005 sort en 2011 à cause d'un désaccord sur le montage.
Son troisième long Manchester by the Sea est tourné seulement en 2015, soit 10 ans plus tard. Pour ce film, il est récompensé par l'Oscar du meilleur scénario original 2017. Il a aussi coécrit le scénario de Gangs of New York. Il est par ailleurs un dramaturge reconnu, auteur de plusieurs pièces de théâtre telles que Lobby Hero, This is Our Youth, et The Waverly Gallery.
Dans la série Ripley de Steven Zaillian, diffusée par Netflix en avril 2024, il interprète au cours de trois épisodes le rôle marquant de Herbert Greenleaf qui lance le héros sur la piste de son fils en Italie.

## Filmographie

### Réalisateur
- 2000 : Tu peux compter sur moi (You can count on me)
- 2011 : Margaret
- 2016 : Manchester by the Sea

### Scénariste
- 1993 : Doug — deux épisodes : Doug Throws a Party et Doug's Mail Order Mania
- 1999 : Mafia Blues (Analyze This)
- 2000 : Tu peux compter sur moi (You can count on me)
- 2000 : Les Aventures de Rocky et Bullwinkle (The Adventures of Rocky & Bullwinkle)
- 2002 : Mafia Blues 2 : la rechute (Analyze That)
- 2002 : Gangs of New York
- 2011 : Margaret
- 2016 : Manchester by the Sea
- 2017 : Howards End — mini-série de 4 épisodes
- 2020 : Acting for a cause — série, 1 épisode

### Acteur
- 2000 : Tu peux compter sur moi (You can count on me) : le pasteur Ron
- 2004 : Marie and Bruce : Herb
- 2011 : Margaret : Karl
- 2016 : Manchester by the Sea : un piéton

## Théâtre
- 1982 : The Rennings Children
- 1993 : Betrayed by Everyone
- 1996 : This is Our Youth
- 2000 : The Waverly Gallery
- 2004 : Lobby Hero
- 2004 : True to You
- 2009 : The Starry Messenger
- 2012 : Medieval Play
- 2016 : Hold On to Me Darling

## Distinctions

### Récompenses
- pour Manchester by the Sea
  - 2016 : 
    - Festival du film de Hollywood : Prix du meilleur scénario[2]
    - Boston Online Film Critics Association Awards 2016 : Meilleur scénario original
    - National Board of Review Awards 2016 : Meilleur scénario original
    - New York Film Critics Circle Awards 2016 : Meilleur scénario original

  - 2017 : 
    - British Academy Film Awards 2017 :
      - Meilleur scénario original
      - Meilleur acteur

    - Oscars 2017 : Oscar du meilleur scénario original

### Nominations
Oscars du cinéma
- 2001 : Oscar du meilleur scénario original pour Tu peux compter sur moi
- 2003 : Oscar du meilleur scénario original pour Gangs of New York de Martin Scorsese
- 2017 : Oscar du meilleur réalisateur pour Manchester by the Sea

Golden Globes
- 2001 : Golden Globe du meilleur scénario pour Tu peux compter sur moi
- 2017 : Golden Globe du meilleur réalisateur pour Manchester by the Sea
- 2017 : Golden Globe du meilleur scénario pour Manchester by the Sea